# XMPlay
XMPlay – odtwarzacz audio dla Windows na licencji freeware. Jego twórcą jest Ian Luck, odpowiedzialny także za rozwój programu.
XMPlay domyślnie obsługuje następujące formaty audio: OGG / MP3 / MP2 / MP1 / WMA / WAV / CDA / MO3 / IT / XM / S3M / MTM / MOD / UMX i playlisty: PLS / M3U / ASX / WAX. Obsługę większej ilości plików dźwiękowych (w formatach takich jak np. FLAC, MIDI) oraz poszerzenie funkcjonalności odtwarzacza (np. poprzez uruchamianie plików znajdujących się w archiwach m.in. ZIP, 7-Zip, RAR) umożliwiają wtyczki. Wygląd aplikacji może być modyfikowany poprzez skórki. Zarówno jedne jak i drugie można pobrać z oficjalnej strony programu.
XMPlay po raz pierwszy został wydany w 1998 roku. Początkowo obsługiwał jedynie format XM i dlatego nazywa się "XMPlay".

## Cechy aplikacji
- Nie wymaga instalacji (wystarczy rozpakować program na dysk twardy komputera).
- Mała zasobożerność.
- Posiada łatwą w zarządzaniu bibliotekę multimediów.
- Obsługa ASIO oraz WASAPI (po dodaniu odpowiednich wtyczek).
- Obsługa wtyczek Winampa.
- Wbudowany equalizer oraz efekt reverb.
- Łatwe dodawanie wtyczek (w formacie pliku DLL poprzez kopiowanie ich do folderu programu).
- Automatyczne sprawdzanie aktualizacji programu oraz wtyczek.
- Obsługa skórek.
- Minimalizm - Program tylko odtwarza plik muzyczne. Zaawansowane funkcje takie jak wyświetlanie okładek, konwertowanie, czy odtwarzanie plików bezpośrednio z archiwum bez konieczności jego rozpakowywania są dostępne w postaci wtyczek. Dzięki temu aplikacja działa szybko, nie jest przeciążona dodatkami i daje użytkownikowi możliwość decydowania o możliwościach i funkcjach odtwarzacza.